# マリー・ド・ブルボン＝サン＝ポル
マリー・ド・ブルボン（フランス語：Marie de Bourbon, 1539年5月30日 - 1601年4月7日）は、エストゥトヴィル女公およびサン＝ポル女伯。

## 生涯
マリーはサン＝ポル伯フランソワ1世とエストゥトヴィル女公アドリエンヌの娘で、サン＝ポル女伯マリー・ド・リュクサンブールの孫にあたる。1546年、兄フランソワ2世が12歳で死去し、マリーは兄の跡を継いで4代エストゥトヴィル女公および4代サン＝ポル女伯となった。
1557年6月14日に、マリーはソワソン伯・アンギャン伯ジャン・ド・ブルボンと最初の結婚をしたが、ジャンは同年8月10日にサン＝カンタンで戦死した。2人の間に子供はいなかった。
サン＝ポル伯領はこの頃神聖ローマ皇帝カール5世により占領されており、サン＝ポル女伯の地位はマリーに利益をもたらさなかった。この占領は13年後の1559年4月5日に結ばれたカトー・カンブレジ条約とその後の交渉により終わった。フランス王アンリ2世はマリーとその母アドリエンヌにサン＝ポル伯領を自分たちで取り戻すよう命じた。マリーがサン＝ポル伯領を取り戻すのは、母アドリエンヌが1560年12月15日に死去した後、同年の年末のことであった。
1561年9月6日、マリーはヌヴェール公フランソワ1世・ド・クレーヴと再婚したが、翌1562年2月13日にフランソワ1世は死去した。今回の結婚でも子供はいなかった。
1563年7月2日、マリーはロングヴィル公・ヌーシャテル伯レオノール・ドルレアンと三度目の結婚をした。レオノールは1573年8月7日に死去し、マリーは夫の死後ヌーシャテル伯領を息子アンリ1世およびアンリ2世のために統治した。マリーは1576年に1度だけヌーシャテルの地を訪れている。
マリーは1601年に死去し、ヴァルモン修道院に埋葬された。

## 子女
ロングヴィル公レオノール・ドルレアンとの間に以下の子女が生まれた。
- シャルル（1564年? - 1565年?）
- シャルル（1565年生?） - 早世
- マルグリット（1566年 - 1615年9月13日 パリ） - ”エストゥトヴィル嬢”
- アンリ1世（1568年 - 1595年） - ロングヴィル公
- レオノール（1569年生?） - 早世
- フランソワ（英語版）（1570年 - 1631年） - フロンサック公、サン＝ポル伯
- アントワネット（1572年 - 1618年） - レッツ公シャルル・ド・ゴンディと結婚、レッツ公アンリ・ド・ゴンディ（英語版）の母。
- カトリーヌ（1572年? - 1638年9月29日 パリ） - 修道女、1604年にパリのサン・ジャック郊外のカルメル会修道院（fr）に寄進を行った。
- エレオノール（1573年 - 1639年） - ガセ女領主、1596年にトリニ伯シャルル・ド・ゴワイヨン・ド・マティニョン（1564年 - 1648年6月2日）と結婚